# Microibidion mimicum
Microibidion mimicum är en skalbaggsart som beskrevs av Martins 1971. Microibidion mimicum ingår i släktet Microibidion och familjen långhorningar. Inga underarter finns listade i Catalogue of Life.